# 코로나19 범유행에 관한 대피
다음은 코로나19 범유행에 관한 대피에 관한 설명이다.
우한시와 후베이성의 봉쇄와 이 지역에서의 발발의 지속적인 바이러스 유행으로 인해 몇몇 국가는 이 지역에서 자국의 시민, 외교관 등을 대피시킬 계획을 세웠다. 이것은 주로 중국 당국에 의해 사전 허가를 받은 자국 국가의 전세 비행을 통해 이루어졌다. 일본, 인도, 미국, 프랑스, 오스트레일리아, 스리랑카, 독일, 태국은 처음으로 시민 대피 계획을 수립했다.

## 나라별 대피

### 미국
1월 26일, 베이징 주재 미국 대사관이 "국무부가 현재 우한시에서 일하는 미국 영사관 인원들을 미국으로 철수시킬 준비를 하고 있다"고 밝혔다. 우한에 거주하는 미국 시민은 약 1000명에 달한다.
1월 28일, 미국 전세기 보잉 747기가 우한 톈허 국제공항에서 미국 우한 주재 영사관 직원과 가족들 201명을 싣고 이륙했다. 240명을 계획했지만, 최종적으로 201명이 탑승했다. 우한 주재 미국 영사관에는 필수인원만 남았다. 탑승할 때 미국 질병통제예방센터(CDC)가 2차례 건강검진을 실시했다. 알래스카 테드 스티븐스 앵커리지 국제공항에 착륙해 연료 재급유를 받았으며, CDC가 2차례 건강검진을 실시했다.
1월 29일, 미국 전세기가 목적지인 캘리포니아 로스앤젤레스에서 96km 떨어진 리버사이드 카운티의 마치 공군 예비 기지(en:March Air Reserve Base)에 도착했다. 미국인들은 당분간 공군기지에 격리될 것이다. 당초 목적지는 캘리포니아 온타리오 국제공항으로 향할 예정이었으나, '탑승자 가운데 신종 코로나바이러스 감염자가 있을 경우 신속히 격리할 필요가 있다'는 판단에서 일반인 접근이 어려운 군 기지로 최종 행선지를 변경했다. 미 보건 당국 측은 "군기지 물류창고가 탑승객을 수용하기에 더 적합하다고 판단했다"고 설명했다.

### 일본
1월 29일, 일본 1차 전세기가 아침 일찍 도쿄 하네다 공항에 도착했다. 206명이 탑승했으며, 귀국 즉시 정부가 제공한 버스를 타고 거점 의료기관인 국립국제의료연구센터에서 정밀 검사를 받았다. 3명이 우한폐렴 확진판정을 받았다. 발열과 기침 등의 증상이 있는 12명은 입원했고, 191명은 지바현에 있는 호텔에 수용됐으며, 나머지 3명은 귀가했다. 항공료 86만 원은 스스로 부담했다. 의심증상이 없어도 모든 귀국자에게 2주일간 자가격리를 명령했다.
1월 30일, 일본 2차 전세기가 210명을 태우고 도쿄 하네다 공항에 도착했다. 도쿄도 후추시에 있는 경찰대학교 등에 격리될 것이다.

### 오스트레일리아/뉴질랜드
1월 30일, 호주와 뉴질랜드는 함께 자국민들을 소개하기로 합의했다. 호주 콴타스 항공 전세기를 사용할 것이며, 본토에서 1500 km 이상 떨어진 크리스마스섬에서 14일 간 격리되는 것에 동의하는 서명을 받을 것이다. 항공료 118만원과 섬에서 귀가하는 일체 비용은 스스로 부담해야 한다.

### 대한민국
- 1차 전세기

1월 30일, 대한민국은 대한항공 전세기 4편을 보내 700명을 소개할 계획이었는데, 최종적으로는 중국과 협의한 결과 404석 보잉 747 여객기를 2회 보내서 한번에 360명을 귀국시키기로 했다. 우한 톈허 국제공항을 운행해 본 경험은 대한항공밖에 없기 때문에 대한항공이 전세기 업체로 선정되었으며, 한진그룹 조원태 회장이 직접 전세기에 탑승했다. 귀국 후 14일간 격리된 공무원 연수원이 위치한 아산, 진천 주민들이 항의했으나 문재인 대통령이 직접 나서 진정시켰다.
- 2차 전세기

1월 31일, 대한항공 전세기 1편을 보내 1차 전세기에 탑승하지 못한 인원들을 귀국시켰다.
- 3차 전세기

2월 11일, 대한항공 에어버스 A330 여객기로 이루어진 전세기 1편을 보내 1,2차 전세기에 탑승하지 못한 우리나라 교민들과, 1,2차 전세기에는 중국정부의 방침상 탑승 할 수 없어던 중국인 가족 170여명을 귀국시켰다.

### 프랑스
1월 31일, 프랑스의 1차 전세기가 200여명을 태우고 프랑스에 도착한 뒤 파리의 한 시설로 옮겨져 신종 코로나바이러스 감염증 감염 여부 확인을 위해 14일 간 격리되었다.